# Bringetofta
Bringetofta är kyrkby i Bringetofta socken i Nässjö kommun belägen utanför Sävsjö.
Bringetofta har en kyrka från 1100-talet, vilken anses vara en av de bäst bevarade så kallade Njudungskyrkorna. I Bringetofta anordnas varje år en marknad som lockar många besökare.